# Districtul Murau
 Districtul Murau  are în anul 2009 o populație de 29.862  loc., ocupă suprafața de 1.384 km², fiind situat în sud/vestul  landului Steiermark din Austria. Districtul are o densitate a populației foarte mică de numai 22 loc./km² din cauza emigării locuitorilor în alte regiuni. De acest lucru a profitat în schimb turismul, deoarece districtul oferă peisaje naturale neatinse de om.

## Localitățile districtului
Districtul cuprinde 34 comune, două orașe și cinci târguri, nr. de locuitori apare în parateză
| Orașe - Murau (Ungültiger Metadaten-Schlüssel 61411Kategorie:Wikipedia:Fehler in Vorlage Metadaten Einwohnerzahl#Ungültiger Metadaten-Schlüssel 61411) - Oberwölz (Ungültiger Metadaten-Schlüssel 61414Kategorie:Wikipedia:Fehler in Vorlage Metadaten Einwohnerzahl#Ungültiger Metadaten-Schlüssel 61414) Târguri - Mühlen (878) - Neumarkt in Steiermark (Ungültiger Metadaten-Schlüssel 61412Kategorie:Wikipedia:Fehler in Vorlage Metadaten Einwohnerzahl#Ungültiger Metadaten-Schlüssel 61412) - Sankt Lambrecht (Ungültiger Metadaten-Schlüssel 61422Kategorie:Wikipedia:Fehler in Vorlage Metadaten Einwohnerzahl#Ungültiger Metadaten-Schlüssel 61422) - St. Peter am Kammersberg (2060) - Scheifling (Ungültiger Metadaten-Schlüssel 61427Kategorie:Wikipedia:Fehler in Vorlage Metadaten Einwohnerzahl#Ungültiger Metadaten-Schlüssel 61427) | Comune - Dürnstein in der Steiermark (Ungültiger Metadaten-Schlüssel 61401Kategorie:Wikipedia:Fehler in Vorlage Metadaten Einwohnerzahl#Ungültiger Metadaten-Schlüssel 61401) - Frojach-Katsch (Ungültiger Metadaten-Schlüssel 61403Kategorie:Wikipedia:Fehler in Vorlage Metadaten Einwohnerzahl#Ungültiger Metadaten-Schlüssel 61403) - Krakaudorf (Ungültiger Metadaten-Schlüssel 61404Kategorie:Wikipedia:Fehler in Vorlage Metadaten Einwohnerzahl#Ungültiger Metadaten-Schlüssel 61404) - Krakauhintermühlen (Ungültiger Metadaten-Schlüssel 61405Kategorie:Wikipedia:Fehler in Vorlage Metadaten Einwohnerzahl#Ungültiger Metadaten-Schlüssel 61405) - Krakauschatten (Ungültiger Metadaten-Schlüssel 61406Kategorie:Wikipedia:Fehler in Vorlage Metadaten Einwohnerzahl#Ungültiger Metadaten-Schlüssel 61406) - Kulm am Zirbitz (Ungültiger Metadaten-Schlüssel 61407Kategorie:Wikipedia:Fehler in Vorlage Metadaten Einwohnerzahl#Ungültiger Metadaten-Schlüssel 61407) - Laßnitz bei Murau (Ungültiger Metadaten-Schlüssel 61408Kategorie:Wikipedia:Fehler in Vorlage Metadaten Einwohnerzahl#Ungültiger Metadaten-Schlüssel 61408) - Mariahof (Ungültiger Metadaten-Schlüssel 61409Kategorie:Wikipedia:Fehler in Vorlage Metadaten Einwohnerzahl#Ungültiger Metadaten-Schlüssel 61409) - Niederwölz (602) - Oberwölz Umgebung (Ungültiger Metadaten-Schlüssel 61415Kategorie:Wikipedia:Fehler in Vorlage Metadaten Einwohnerzahl#Ungültiger Metadaten-Schlüssel 61415) - Perchau am Sattel (Ungültiger Metadaten-Schlüssel 61416Kategorie:Wikipedia:Fehler in Vorlage Metadaten Einwohnerzahl#Ungültiger Metadaten-Schlüssel 61416) - Predlitz-Turrach (Ungültiger Metadaten-Schlüssel 61417Kategorie:Wikipedia:Fehler in Vorlage Metadaten Einwohnerzahl#Ungültiger Metadaten-Schlüssel 61417) - Ranten (Ungültiger Metadaten-Schlüssel 61418Kategorie:Wikipedia:Fehler in Vorlage Metadaten Einwohnerzahl#Ungültiger Metadaten-Schlüssel 61418) - Rinegg (Ungültiger Metadaten-Schlüssel 61419Kategorie:Wikipedia:Fehler in Vorlage Metadaten Einwohnerzahl#Ungültiger Metadaten-Schlüssel 61419) - Sankt Blasen (Ungültiger Metadaten-Schlüssel 61420Kategorie:Wikipedia:Fehler in Vorlage Metadaten Einwohnerzahl#Ungültiger Metadaten-Schlüssel 61420) - Sankt Georgen ob Murau (Ungültiger Metadaten-Schlüssel 61421Kategorie:Wikipedia:Fehler in Vorlage Metadaten Einwohnerzahl#Ungültiger Metadaten-Schlüssel 61421) - Sankt Lorenzen bei Scheifling (Ungültiger Metadaten-Schlüssel 61423Kategorie:Wikipedia:Fehler in Vorlage Metadaten Einwohnerzahl#Ungültiger Metadaten-Schlüssel 61423) - Sankt Marein bei Neumarkt (Ungültiger Metadaten-Schlüssel 61424Kategorie:Wikipedia:Fehler in Vorlage Metadaten Einwohnerzahl#Ungültiger Metadaten-Schlüssel 61424) - Sankt Ruprecht-Falkendorf (Ungültiger Metadaten-Schlüssel 61436Kategorie:Wikipedia:Fehler in Vorlage Metadaten Einwohnerzahl#Ungültiger Metadaten-Schlüssel 61436) - Schöder (940) - Schönberg-Lachtal (Ungültiger Metadaten-Schlüssel 61429Kategorie:Wikipedia:Fehler in Vorlage Metadaten Einwohnerzahl#Ungültiger Metadaten-Schlüssel 61429) - Stadl an der Mur (Ungültiger Metadaten-Schlüssel 61430Kategorie:Wikipedia:Fehler in Vorlage Metadaten Einwohnerzahl#Ungültiger Metadaten-Schlüssel 61430) - Stolzalpe (Ungültiger Metadaten-Schlüssel 61431Kategorie:Wikipedia:Fehler in Vorlage Metadaten Einwohnerzahl#Ungültiger Metadaten-Schlüssel 61431) - Teufenbach (Ungültiger Metadaten-Schlüssel 61432Kategorie:Wikipedia:Fehler in Vorlage Metadaten Einwohnerzahl#Ungültiger Metadaten-Schlüssel 61432) - Triebendorf (Ungültiger Metadaten-Schlüssel 61433Kategorie:Wikipedia:Fehler in Vorlage Metadaten Einwohnerzahl#Ungültiger Metadaten-Schlüssel 61433) - Winklern bei Oberwölz (Ungültiger Metadaten-Schlüssel 61434Kategorie:Wikipedia:Fehler in Vorlage Metadaten Einwohnerzahl#Ungültiger Metadaten-Schlüssel 61434) - Zeutschach (Ungültiger Metadaten-Schlüssel 61435Kategorie:Wikipedia:Fehler in Vorlage Metadaten Einwohnerzahl#Ungültiger Metadaten-Schlüssel 61435) |

|  |